# Marquesado de Tarradellas
El marquesado de Tarradellas es un título nobiliario español creado por el rey Juan Carlos I, el 24 de julio de 1986, a favor de Josep Tarradellas Joan, presidente de la Generalidad de Cataluña entre 1977 y 1980.

## Denominación
La denominación de la dignidad nobiliaria refiere al apellido paterno por el que fue universalmente conocido la persona en la que en su memoria se instituye dicha merced nobiliaria.

## Carta de Otorgamiento
El título se le concedió por: 

«la labor política realizada durante un importante período de la actual historia de España por don Josep Tarradellas Joan; la prudencia, espíritu de colaboración y patriotismo puestos de manifiesto y su participación activa en el proceso de la transición política y el interés y acierto con el que fomentó, dentro de la indisoluble unidad de la Nación española, proclamada en la Constitución, la autonomía, la cultura, las tradiciones e instituciones de Cataluña y sus relaciones con todos los pueblos de España, son méritos que han contribuido de manera destacada a la reconciliación de todos los españoles bajo la Corona, por lo que, queriendo demostrarle Mi Real aprecio...»
Real Decreto 1518/1986, de 24 de julio (B.O.E. , 25 de julio 1986).

## Marqueses de Tarradellas
|                                  | Titular                    | Periodo                    |
| Creación por Juan Carlos I       | Creación por Juan Carlos I | Creación por Juan Carlos I |
| -------------------------------- | -------------------------- | -------------------------- |
| I                                | Josep Tarradellas Joan     | 1986-1988                  |
| Rehabilitación por Juan Carlos I |                            |                            |
| II                               | Josep Tarradellas Macià    | 2004-actual titular        |

## Historia de los marqueses de Tarradellas
- Josep Tarradellas Joan (1899-1988), i marqués de Tarradellas, presidente de la Generalidad de Cataluña.

1. Casó en 1927 en el Monasterio de Montserrat con Antònia Macià Gómez (1904-2001). De dicha unión nacieron una hija y un hijo: María de Montserrat (Barcelona, 1928-) y Josep (Saint-Raphaël, Francia, 1942-). Le sucedió, por rehabilitación, en 2004, su hijo:

- Josep Tarradellas Macià, ii marqués de Tarradellas[3] (Saint-Raphaël, Francia, 1942-), profesor honorario de la Escuela Politécnica Federal de Lausana.

1. Casó en Villerupt (Francia), con Isabelle Kauffmann, con quien tiene tres hijos: Maura (1976-), Antón (1978-) y Guillén (1981-).

## Línea de sucesión
- Josep Tarradellas Joan, i marqués de Tarradellas (1899-1988)
  -  Josep Tarradellas Macià, ii marqués de Tarradellas (n. 1942)
    - (1) Maura Tarradellas Kauffmann (n. 1976)
    - (2) Anton Tarradellas Kauffmann (n. 1978)
      - (3) Hijo/a desconocido/a
      - (4) Hijo/a desconocido/a

    - (5) Guillaume Tarradellas Kauffmann (n. 1981)